# والرسهایم
والرسهایم (به آلمانی: Wallersheim) یک شهر در آلمان است که در بیتبورگ-پروم واقع شده‌است.